# Brahu
Brahu is een bestuurslaag in het regentschap Ponorogo van de provincie Oost-Java, Indonesië. Brahu telt 1734 inwoners (volkstelling 2010).